# András Kertész
András Kertész (ur. 8 marca 1956) – węgierski językoznawca. Jego badania koncentrują się na filozofii językoznawstwa, lingwistyce teoretycznej oraz zagadnieniach z zakresu składni, semantyki i pragmatyki. 
Publikuje w językach węgierskim, angielskim i niemieckim. 
Jest absolwentem Uniwersytetu Lajosa-Kossutha w Debreczynie. W 1996 roku objął stanowisko profesora zwyczajnego na tejże uczelni.   
W 2001 roku został członkiem korespondentem Węgierskiej Akademii Nauk (od 2010 roku członek zwyczajny). W 2014 roku został członkiem Academia Europaea.  

## Publikacje książkowe
- Kertész, András: Heuristik der deutschen Phonologie. Eine elementare Einführung in Strategien der Problemlösung. Budapest: Akadémiai Kiadó, 1993.
- Kertész, András: Artificial Intelligence and the Sociology of Knowledge: Prolegomena to an Integrated Philosophy of Science. Frankfurt am Main: Lang, 1993.
- Kertész, András: Die Ferse und der Schild. Über Möglichkeiten und Grenzen kognitionswissenschaftlicher Theorien der Erkenntnis. Frankfurt am Main: Lang, 1995.
- Kertész, András: Metalinguistik. Grundlagen und Fallstudien. Debrecen: Latin Betűk, 1999.
- Kertész, András: Nyelvészet és tudományelmélet. Budapest: Akadémiai Kiadó, 2001.
- Kertész, András: Cognitive Semantics and Scientific Knowledge: Case Studies in the Cognitive Science of Science. Amsterdam,  Philadelphia: Benjamins, 2004.
- Kertész, András: Philosophie der Linguistik. Studien zur naturalisierten Wissenschaftstheorie. Tübingen: Narr, 2004.
- Kertész, András: Die Modularität der Wissenschaft. Konzeptuelle und soziale Prinzipien linguistischer Erkenntnis. Wiederveröffentlichung. Berlin: Springer, 2013 (1. Auflage: 1991)
- Kertész, András,  Rákosi, Csilla (red.): The Evidential Basis of Linguistic Argumentation. Amsterdam,  Philadelphia: Benjamins, 2014.
- Kertész, András: The Historiography of Generative Linguistics. Tübingen: Narr Francke Attempto, 2017.
- Kertész, András,  Rákosi, Csilla: Data and Evidence in Linguistics: A Plausible Argumentation Model. Paperback edition. Cambridge: Cambridge University Press, 2019. (First edition: 2012)
- Kertész, András,  Moravcsik, Edith,  Rákosi, Csilla (red.): Current Approaches to Syntax: A Comparative Handbook. Berlin,  Boston: de Gruyter Mouton, 2019.
- Kertész, András: Plauzibilis érvelés a generatív nyelvészet történetében. Második, javított kiadás. Budapest: Akadémiai Kiadó, 2020. (Első kiadás: 2015)
- Kertész, András, Rákosi, Csilla: Adatok és plauzibilis érvelés a nyelvészetben. Második, javított kiadás. Budapest: Akadémiai Kiadó, 2020. (Első kiadás: 2008)